# Pseudotrochalus fraterculus
Pseudotrochalus fraterculus är en skalbaggsart som beskrevs av Moser 1916. Pseudotrochalus fraterculus ingår i släktet Pseudotrochalus och familjen Melolonthidae. Inga underarter finns listade i Catalogue of Life.